# Aimon Provana de Leyni
Pour les articles homonymes, voir Provana.
Aimon Provana de Leyni, mort en 1461, est un prélat du milieu du XVIe siècle, notamment évêque de Nice, sous le nom Aimon III. Il est issu de la famille piémontaise de Provana (it).

## Biographie

### Origines
Aimon, parfois sous la forme Aymon, est issu d'une famille d'ancienne noblesse piémontaise, les Provana (it).
Il a un frère, Dominique, nommé en 1448 par le duc Louis Ier lieutenant du gouverneur de Nice.

### Début de carrière
Moine bénédictin, il obtient son doctorat en droit canon. Il est prévôt de Vigone, située dans le diocèse de Turin.
Il est élu 8 septembre 1443 abbé de Fruttuaria, à San Benigno Canavese, dans le diocèse d'Ivrée. Cette élection n'est cependant pas confirmée. Pour compenser cette perte, le pape Félix V lui donne, le 29 avril 1444, l'abbatiat de Sainte-Marie de Caramagna Piemonte, dans le diocèse d'Asti.

### Épiscopat
Le 23 juin 1445, le pape Félix V le nomme sur le trône épiscopal de Nice. Il est désigné sous la forme « Aimon III ». Cette nomination par l'ancien duc de Savoie, maître de la cité niçoise depuis 1388, doit être considérée comme un choix stratégique, le nouvel évêque devant être un « fidèle et dévoué au duc de Savoie, ayant toute la confiance de son prince » (Mongiano, 1990). L'acte promouvant Provana est accompagné d'une « interdiction au chapitre cathédral de procéder à aucune élection »(Mongiano, 1990).
Au cours de son épiscopat, des tensions ont lieu avec le chapitre cathédral de Nice,.

### Mort et succession
Françoise Hildesheimer (1984) fait terminer l'épiscopat de Provana, en 1460. Bonaventure Salvetti (1925) mentionnait un acte du 5 mai 1461, du Chartrier de Saint-Pons, dans lequel il serait mentionné. L'information est reprise notamment par Denis Ghiraldi (2006), membre de l'Acadèmia Nissarda, qui fait terminer l'épiscopat en 1461.
Le Chapitre de Nice désigne pour lui succéder l'un des siens, Paul Grassi. Le pape ne confirme pas l'élection et fait transférer, Henri de Albertis. Ce dernier ne semble jamais en avoir pris possession.